# Coupe de France de rugby à XIII 1935-1936
Navigation
Édition précédente Édition suivante
La Coupe de France de rugby à XIII 1935-1936 est la deuxième édition de la Coupe de France, compétition à élimination directe. Organisée par la Ligue française de rugby à XIII, elle met aux prises douze clubs et voit la victoire du club du Côte basque XIII au stade Suzon à Talence, qui bat en finale le S.A. Villeneuvois. Il s'agit du premier titre de l'histoire de ce club.

## Calendrier
Le calendrier de la phase finale de la coupe de France de rugby à XIII est établi par tirage au sort.

## Premier tour
Les rencontres ont lieu le 19 janvier 1936.
Les équipes dont le nom est en caractères gras sont qualifiées pour le deuxième tour. 
| Lieu      | Équipe 1        | Équipe 2                | Résultat |
| --------- | --------------- | ----------------------- | -------- |
| Paris     | Celtic de Paris | Quartier Étudiants Club | 21-2     |
| Dax       | Dax XIII        | Villeneuve (amateurs)   | 21-10    |
| Périgueux | Périgueux XIII  | Stade rochelais         | 3-11     |
| Pau       | Pau XIII        | Castelsarrasin          | 70-5     |

## Deuxième tour
Les rencontres ont lieu le 9 février 1936, sauf celle de Limoges qui a lieu le 23 février.
Les "équipes 1" entrent en compétition. Les "équipes 2" sont issues du tour précédent.
Les équipes dont le nom est en caractères gras sont qualifiées pour les quarts de finale. 
| Lieu        | Équipe 1         | Équipe 2        | Résultat |
| ----------- | ---------------- | --------------- | -------- |
| La Rochelle | Paris XIII       | Dax XIII        | 17-0     |
| Toulouse    | R.C. Albigeois   | Pau XIII        | 2-13     |
| Bègles      | XIII Catalan     | Stade rochelais | 30-9     |
| Limoges     | Côte basque XIII | Celtic de Paris | 20-6     |

## Tableau final
|  | Quarts de finale 1er mars 1936 | Quarts de finale 1er mars 1936 |                   |    | Demi-finales 29 mars 1936 | Demi-finales 29 mars 1936 |  |  | Finale 19 avril 1936    | Finale 19 avril 1936    |
|  | Quarts de finale 1er mars 1936 | Quarts de finale 1er mars 1936 |                   |    | Demi-finales 29 mars 1936 | Demi-finales 29 mars 1936 |  |  | Finale 19 avril 1936    | Finale 19 avril 1936    |
|  |                                |                                |                   |    |                           |                           |  |  |                         |                         |
|  | à Lyon                         | à Lyon                         |                   |    | à Bordeaux                | à Bordeaux                |  |  | Parc de Suzon à Talence | Parc de Suzon à Talence |
|  | à Lyon                         | à Lyon                         |                   |    | à Bordeaux                | à Bordeaux                |  |  | Parc de Suzon à Talence | Parc de Suzon à Talence |
|  | Côte basque XIII               | 6                              |                   |    | à Bordeaux                | à Bordeaux                |  |  | Parc de Suzon à Talence | Parc de Suzon à Talence |
|  | Côte basque XIII               | 6                              |                   |    | à Bordeaux                | à Bordeaux                |  |  | Parc de Suzon à Talence | Parc de Suzon à Talence |
|  | U.S. Lyon-Villeurbanne         | 5                              |                   |    | à Bordeaux                | à Bordeaux                |  |  | Parc de Suzon à Talence | Parc de Suzon à Talence |
|  | U.S. Lyon-Villeurbanne         | 5                              | Côte basque XIII  | 10 |                           |                           |  |  | Parc de Suzon à Talence | Parc de Suzon à Talence |
|  | à Lyon                         |                                | Côte basque XIII  | 10 |                           |                           |  |  | Parc de Suzon à Talence | Parc de Suzon à Talence |
|  |                                | R.C. Roanne                    | 0                 |    |                           |                           |  |  | Parc de Suzon à Talence | Parc de Suzon à Talence |
|  | R.C. Roanne                    | R.C. Roanne                    | 0                 | 3  |                           |                           |  |  | Parc de Suzon à Talence | Parc de Suzon à Talence |
|  | R.C. Roanne                    |                                |                   | 3  |                           |                           |  |  | Parc de Suzon à Talence | Parc de Suzon à Talence |
|  | XIII Catalan                   | 0                              |                   |    |                           |                           |  |  | Parc de Suzon à Talence | Parc de Suzon à Talence |
|  | XIII Catalan                   | 0                              | Côte basque XIII  | 15 |                           |                           |  |  |                         |                         |
|  | à Tarbes                       |                                | Côte basque XIII  | 15 |                           |                           |  |  |                         |                         |
|  |                                | S.A. Villeneuvois              | 8                 |    |                           |                           |  |  |                         |                         |
|  | S.A. Villeneuvois              | S.A. Villeneuvois              | 8                 | 9  |                           |                           |  |  |                         |                         |
|  | S.A. Villeneuvois              | à Albi                         |                   | 9  |                           |                           |  |  |                         |                         |
|  | Pau XIII                       | 5                              |                   |    |                           |                           |  |  |                         |                         |
|  | Pau XIII                       | 5                              | S.A. Villeneuvois | 28 |                           |                           |  |  |                         |                         |
|  | à Bordeaux                     |                                | S.A. Villeneuvois | 28 |                           |                           |  |  |                         |                         |
|  |                                | Bordeaux XIII                  | 8                 |    |                           |                           |  |  |                         |                         |
|  | Bordeaux XIII                  | Bordeaux XIII                  | 8                 | 13 |                           |                           |  |  |                         |                         |
|  | Bordeaux XIII                  |                                |                   | 13 |                           |                           |  |  |                         |                         |
|  | Paris XIII                     | 8                              |                   |    |                           |                           |  |  |                         |                         |
|  | Paris XIII                     | 8                              |                   |    |                           |                           |  |  |                         |                         |

## Quarts de finale
Les rencontres ont lieu le 1er mars 1936.
Les "équipes 1" entrent en compétition. Les "équipes 2" sont issues du tour précédent.
Les équipes dont le nom est en caractères gras sont qualifiées pour les demi-finales. 
| Lieu     | Équipe 1               | Équipe 2         | Résultat |
| -------- | ---------------------- | ---------------- | -------- |
| Lyon     | R.C. Roanne            | XIII Catalan     | 3-0      |
| Tarbes   | S.A. Villeneuvois      | Pau XIII         | 9-5      |
| Bordeaux | Bordeaux XIII          | Paris XIII       | 13-8     |
| Toulouse | U.S. Lyon-Villeurbanne | Côte basque XIII | 5-6      |

## Demi-finales
Les rencontres ont lieu le 29 mars 1936.
Les équipes dont le nom est en caractères gras sont qualifiées pour la finale. 
| Lieu     | Équipe 1          | Équipe 2         | Résultat |
| -------- | ----------------- | ---------------- | -------- |
| Bordeaux | R.C. Roanne       | Côte basque XIII | 0-10     |
| Albi     | S.A. Villeneuvois | Bordeaux XIII    | 28-5     |

## Finale
(mt : 2 - 8)
Homme du match : 
Points marqués :
- Côte basque : 3 essais de Claverie, Cussac et Sanz ; 2 transformations de Rousse ; 1 pénalité de Rousse.
- Villeneuve-sur-Lot : 2 essais de Belletières, Galia ; 1 transformation.

Évolution du score : 
Arbitre :  F. Peel (Bradford)
Spectateurs : 12 000
- Composition des équipes :
- Côte basque : Gonzalez - Puchulu, André Cussac, Henri Sanz, Labourdique -  Thomas Parker (o), Lucien Couquiaud (m) - Georges Blanc, Pierre Etchart, Charles Lamarque, Sylvain Claverie, Constant Lacour, André Rousse
- Villeneuve-sur-Lot : Marius Guiral - Baptiste Carbo, Max Rousié, Belletières, Laffargue - Étienne Cougnenc (o), Pierre Brinsolles - Jean Daffis, Henri Durand, Maurice Porra, Jean Galia, Claude Calmel, Maurice Brunetaud

C'est au Parc de Suzon, et au terme d'une rencontre jouée à guichets fermés (recette de 80 000 francs) , que les Basques remportent la victoire face aux Lots-et-Garonnais. Si les Villeneuvois dominent la première mi-temps, Côte Basque se rattrape en seconde mi-temps, en débordant son adversaire : les artisans de cette finale remportée par les Basques sont Labourdigue, Sanz et Claverie.

## Supercoupe entre le champion et le vainqueur de Coupe
(mt : 3 - 12)
Homme du match : 
Points marqués :
- Côte basque : 4 essais de Puchulu, Lacourt (2) et Cussac ; 2 pénalités de Lacourt.
- XIII Catalan: 3 essais de Daffis, d'Azaïs et Lavagne ; 1 pénalité de Bosc ; 2 drops de Noguères et Bosc.

Évolution du score : 
Arbitre : M. Vigné (Bordeaux)
À l'issue de la saison et pour la clore, il est organisé une rencontre entre le Champion de France, le XIII Catalan, et le vainqueur de la Coupe de France, Côte basque. Cette rencontre se déroule au stade du Vernet de Perpignan le 10 mai 1936.